# Salto Arco Iris

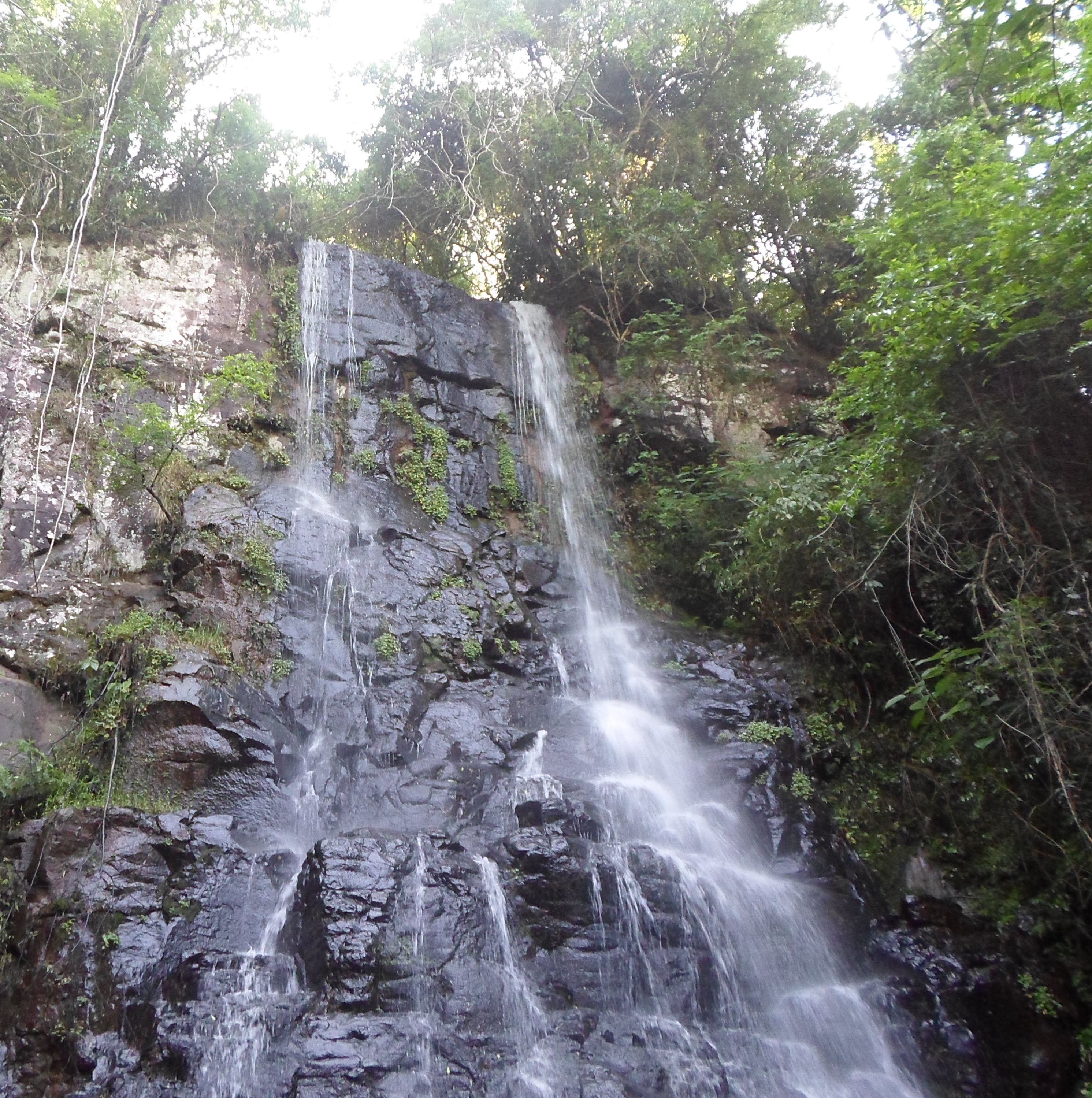
Salto Arco Iris

Nombre que recibe una caída de agua o salto que se encuentra en la ciudad de San Vicente (Misiones). El Salto Los Cedros o también conocido como el Salto Arco Iris, es el segundo más cercano a ciudad luego de los 7 pisos. Posee una altura de 40 metros desde donde ostenta su caída en forma de hilos de agua que guían su curso hacia las aguas del arroyo del mismo nombre.
El mismo se encuentra dentro del camping Los Cedros. Dicho emprendimiento es propiedad privada, administrada por una familia de la localidad.